# Ōmura Sumihiro

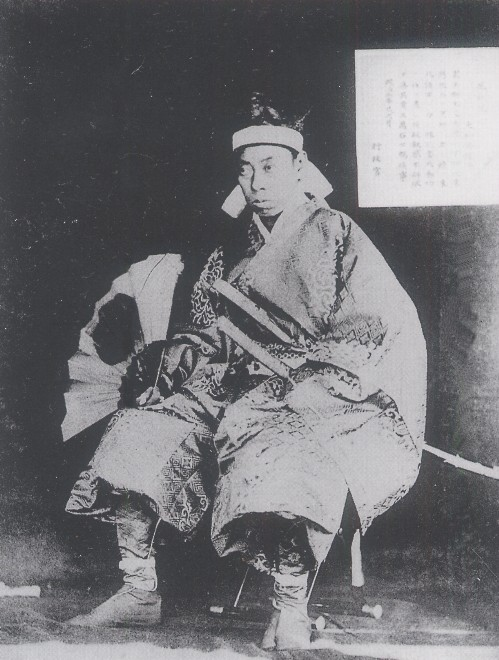
Ōmura Sumihiro

Ōmura Sumihiro (japanisch 大村 純熈; geboren 4. Januar 1831 in der Provinz Hizen; gestorben 13. Januar 1882) war der letzte Daimyō der Ōmura-Domäne auf der Insel Kyūshū.

## Leben und Wirken
Ōmura Sumihiro wurde als zehnter Sohn des 10. Daimyō Ōmura Sumiyoshi (大村 純昌; 1786–1838) geboren. 1846 wurde er von seinem Bruder Ōmura Sumiaki (大村純顕), dem 11. Daimyō, adoptiert. Als dieser am 18. Dezember wegen Krankheit zurücktrat, übernahm Sumihiro am 21. Februar 1847 die Herrschaft der Familie.
Ōmura ermunterte seine Samurai, sich mit der westlichen Wissenschaft zu befassen, und verbündete sich mit der gleichgesinnten Hirado-Domäne (平戸藩). Als es in der Bakumatsu-Zeit zum Streit zwischen der Sabaku-Richtung (佐幕派), also der Richtung, die das Shōgunat unterstützte, und der Sonnō-Richtung (尊王派) kam, die sich für die Rechte des Tennō einsetzte, schloss er sich zunächst der Sabaku-Richtung an. 1864, als Kommissar von Nagasaki (長崎総奉行, Nagasaki Sobugyō) wechselte er aber zur Sonnō-Richtung. Im Juli 1871 trat er als Gouverneur der Domäne zurück, als diese abgeschafft wurde.
1871 schloss sich Ōmura, zusammen mit seinen Kollegen vom Hofadel und Schwertadel, Iwakura Tomotsuna (1841–1923), dem Adoptivsohn Iwakuras, sowie Ōkubo Hikonoshin (1830–1878), Makino Nobuaki (1861–1949), Yamagata Isaburō (1858–1927), Nabeshima Naohiro (1846–1921), Maeda Toshitsugu (1858–1900), Maeda Toshiatsu (1858–1921), Kuroda Nagatomo (1839–1902), Torii Tadafumi (1847–1914) u. a. zum Erwerb von Auslandskenntnissen der Iwakura-Mission an.
Auf Grund der Mitwirkung des Omura-Klans bei der Meiji-Restauration 1868 erhielt das Oberhaupt der Familie ab 1885 den Adelsrang „Shishaku“, ab 1891 den Titel Graf.